# Glinki (powiat bydgoski)
Glinki (niem. Neu Glinke, 1942–1945 Neuglinke) – wieś w Polsce położona w województwie kujawsko-pomorskim, w powiecie bydgoskim, w gminie Koronowo.

## Podział administracyjny
W latach 1975–1998 miejscowość należała administracyjnie do województwa bydgoskiego.

## Demografia
Według danych Urzędu Gminy Koronowo (VI 2024 r.) miejscowość liczyła 177 mieszkańców.

## Historia
Pierwotna wieś Glinki, tzw. Stare Glinki leżała ok. 1 km na południe od obecnego położenia. Wieś Neu Glinke została założona przez władze pruskie na początku XIX wieku. Osadnictwo na prawie niemieckim odbyło się w latach 1810-1820. Początkowo było tu siedem gospodarstw. Najwięcej ziemi, bo 140 ha przypadło sołtysowi. Pierwszym sołtysem był Walter Reeder. W 1848 r. zakończono trwające od 1832 r. prace nad podziałem pastwisk, wytyczono drogi oraz grunt pod szkołę i kuźnię wiejską. Około 1832 r. wybudowano szkołę ewangelicką a w 1867 r. szkołę katolicką.
W 1880 r. wzniesiono dworek – nową siedzibę dla właściciela ziemskiego. Ostatnim właścicielem wsi był Otto Schlieter, który był również właścicielem pobliskiego "Młyna Nowy Jasiniec" oraz w czasie II wojny "Młyna Kręgiel". Był on także w 1912 r. fundatorem OSP, budynku i sikawki ręcznej w Glinkach. W 1920 r. zmieniono nazwę z Neu Glinke na Glinki, sołtysem został Franciszek Głazik. Od tego roku Otto Schlieter sprawował nadzór nad szkołą ewangelicką w Glinkach. W 1926 r. majątek pod jego zarządem liczył 223,7 ha, w tym 210 ha ziem uprawnych i przynosił dochód gruntowy w wysokości 637 talarów. W 1927 r. został wybrany do rady szkolnej w Glinkach. Syn Ottona, Walter, w latach 1940–41 zafundował straży motopompę.
Po wojnie majątek Schlieterów został upaństwowiony, w jego miejscu powstało PGR, które istniało do lat 1990. W 1960 r. wieś zelektryfikowano.